# منطقه هراری
منطقه هراری (به لاتین: Harari Region) یک منطقه کوچک در اتیوپی است که در داخل منطقه اورومیا واقع شده‌است. منطقه هراری ۳۳۴ کیلومتر مربع مساحت و ۲۴۶٬۰۰۰ نفر جمعیت دارد.